# 7173 Sepkoski
7173 Sepkoski este un asteroid din centura principală, descoperit pe 15 august 1988, de Carolyn Shoemaker și Eugene Shoemaker.